# Givigliana
Givigliana (Gjviano in friulano carnico, Guksberg in tedesco) è una frazione del comune di Rigolato (UD), nell'alta Val Degano, nella regione montuosa della Carnia.
Oltre all’italiano si parla il friulano carnico.

## Descrizione
Sorge a 1.124 m s.l.m., a mezzacosta del monte Crostis (2.251 m) e l'abitato è caratterizzato da una posizione in forte pendenza: aneddoti popolari, caratteristici dell'umorismo degli abitanti dei paesi vicini, vorrebbero che alle galline venisse legato un sacchetto alla coda per evitare che le uova rotolassero giù a valle nel torrente Degano, o che, per lo stesso motivo, nel paese si facessero dei formaggi di forma quadrata.
Nel corso del secolo scorso gli abitanti sono quasi tutti emigrati in pianura o all'estero a cercare lavoro, e dai 400 abitanti circa degli anni cinquanta e sessanta si è arrivati alla situazione attuale, in cui il borgo è praticamente disabitato; tuttavia nel periodo estivo e per le feste gli emigranti tornano nelle case di origine.
Servizi comuni come pompe dell'acqua a flusso libero si possono trovare in tutto il villaggio che serve gli escursionisti in visita alla comunità. Nel centro geografico di Givigliana si trova un'antica fontana, oggi restaurata, che fornisce acqua agli uccelli (che ancora costituiscono la maggioranza della popolazione di Givigliana).
Caratteristico di Givigliana è il campanile costruito nel 1951, che nel 2002 si è deciso di valorizzare facendo dipingere le quattro pareti che erano semplicemente intonacate. Il campanile è visibile in alto a destra percorrendo la strada statale che da Rigolato porta a Forni Avoltri. Nonostante la scarsissima popolazione, tuttora Givigliana esprime una Amministrazione separata dei beni di uso civico che gestisce i boschi frazionali.

## Galleria d'immagini

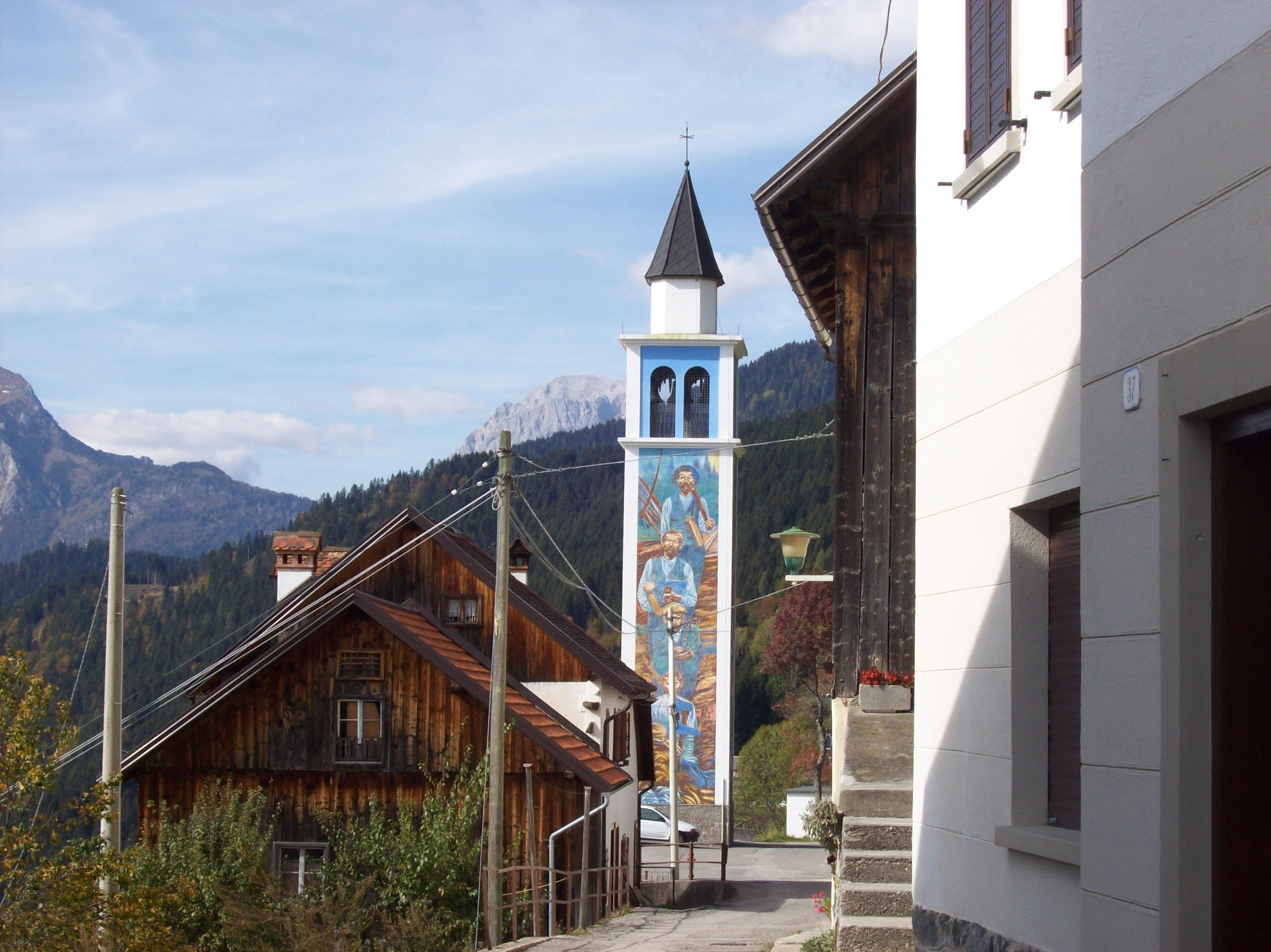
Il caratteristico campanile dipinto della frazione di Givigliana
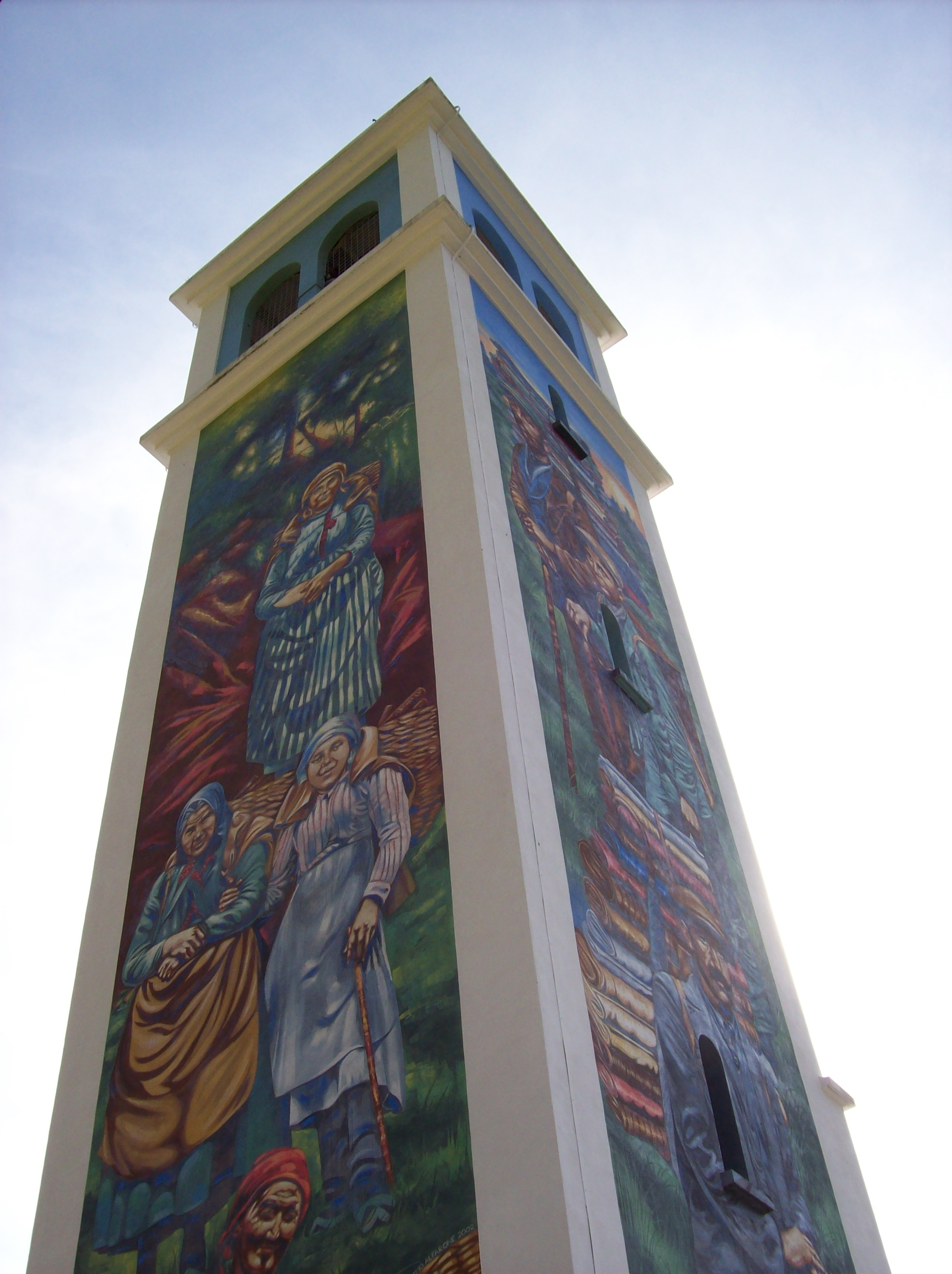
Il particolare del campanile di Givigliana
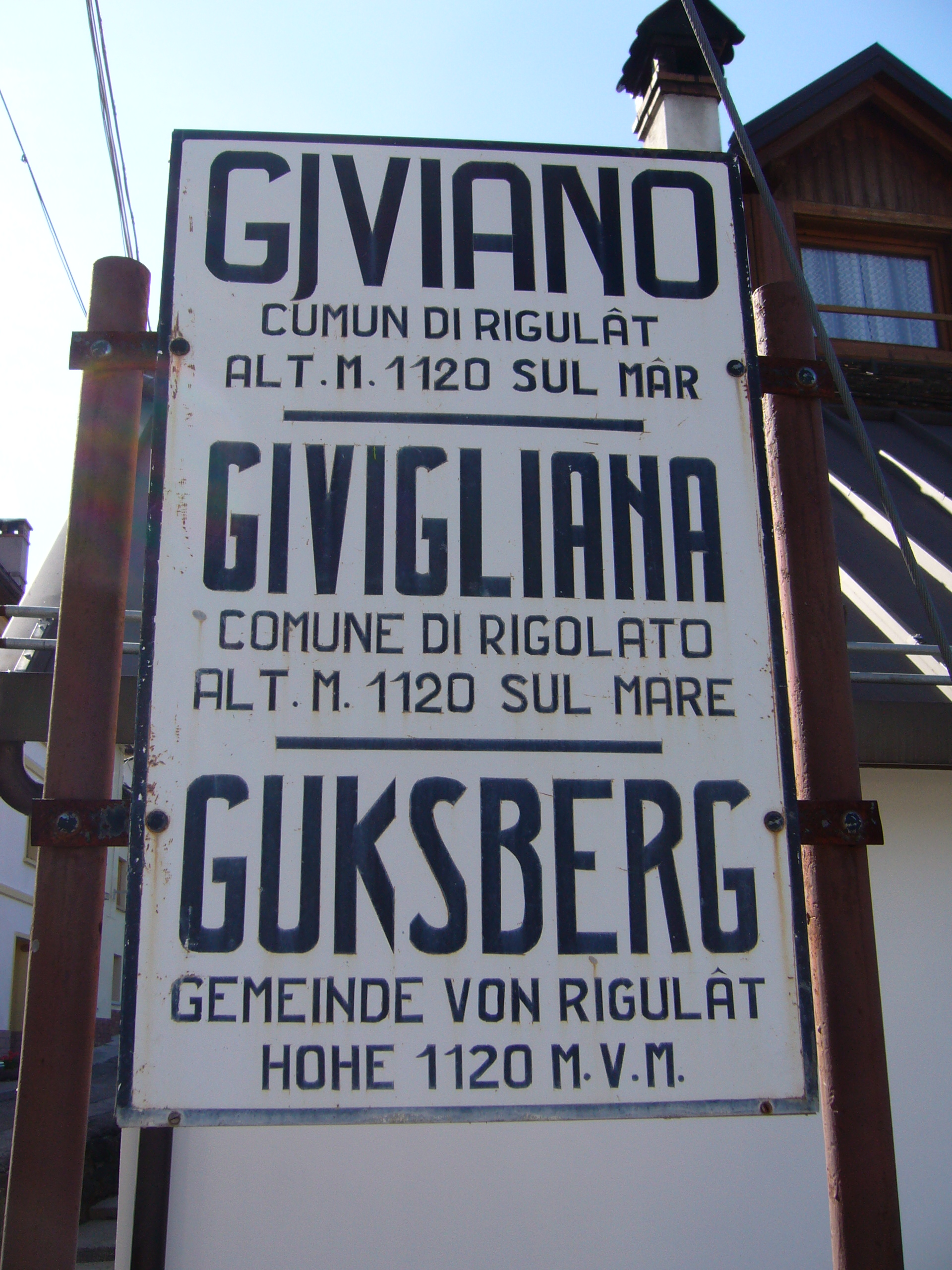
Cartello di ingresso al paese
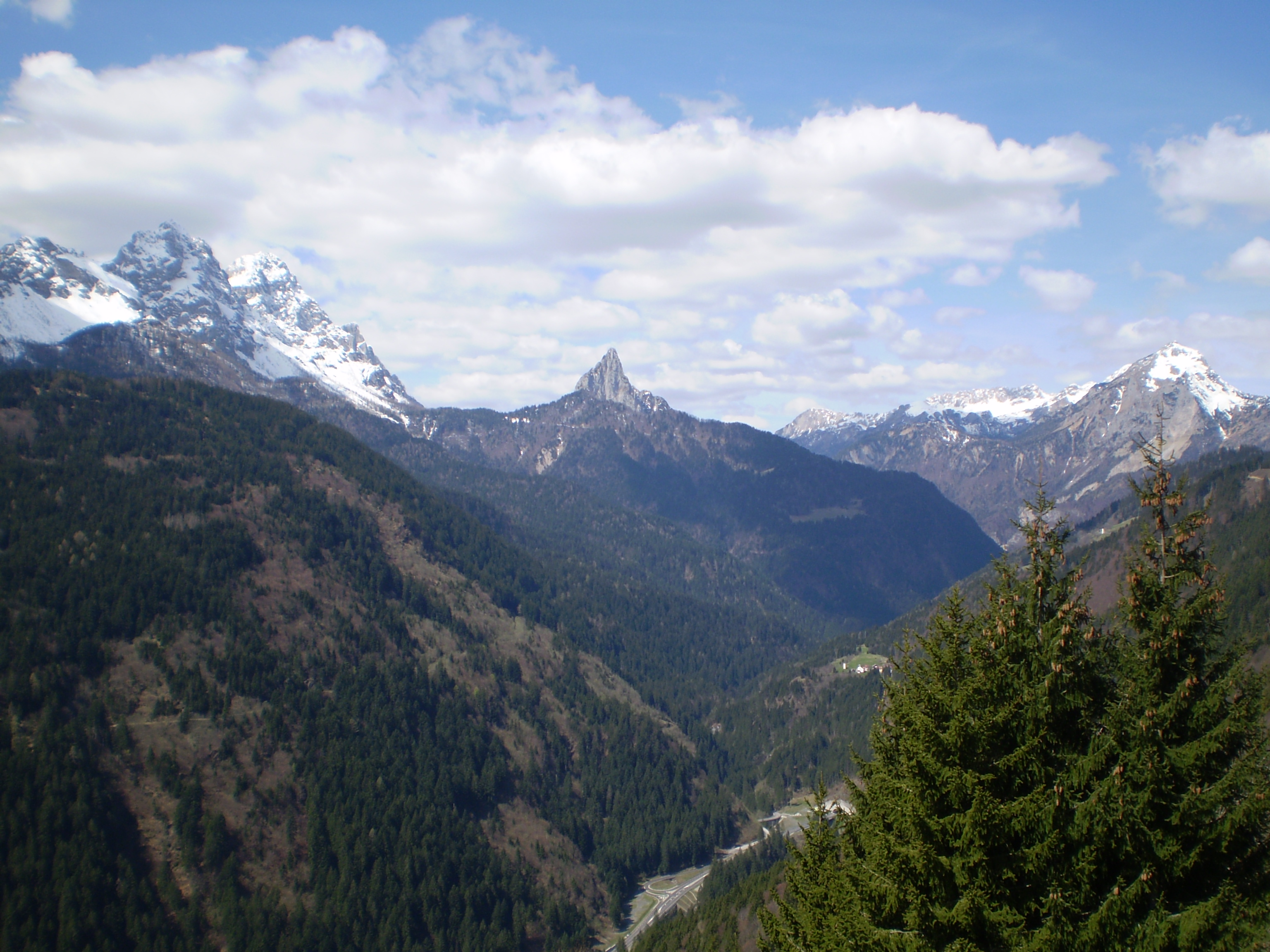